# Insugsspiral
Insugsspiral, föremål som sätts i luftintaget till en bensin- eller dieselmotor. Insugsspiralen ser ut som en propeller och kan vara fast eller rotera med luftströmmen. Det påstås att insugsspiraler ska generera virvlar i insugsluften och därigenom fylla förbränningsrummen bättre, ge bättre förbränning och högre effekt. Idén påminner om principen för virvelkammare hos äldre dieselmotorer eller variabla insug på motorer med flera insugsventiler per cylinder. Men när insugsspiraler testats har det visats att de som bäst är verkningslösa, och i sämsta fall försämrar motorprestanda.